# Microsoft JhengHei
Microsoft JhengHei es un tipo de letra sans-serif incluido en Windows Vista y posteriores, y Microsoft Office 2007. Sigue la Forma estándar de caracteres nacionales prescrita por el Ministerio de Educación de la República de China y está diseñado para usarse en entornos idiomáticos de chino tradicional usando ClearType.